# Антонівська волость (Херсонський повіт)
Антонівська волость — адміністративно-територіальна одиниця Херсонського повіту Херсонської губернії.
Станом на 1886 рік — складалася з 8 поселень, 8 сільських громад. Населення — 2971 осіб (1506 осіб чоловічої статі та 1465 — жіночої), 559 дворових господарств.
|                    | Площа, десятин | У тому числі орної, дес. |
| ------------------ | -------------- | ------------------------ |
| Сільських громад   | 4595           | 3293                     |
| Казенної власності | 22445          | 7556                     |
| Іншої власності    | 1630           | 920                      |
| Загалом            | 28670          | 11769                    |

Найбільші поселення волості:
- Антонівка (Булацівка, Смілянка) — село при річці Інгул за 111 верст від повітового міста, 709 осіб, 141 двір, земська поштова станція, лавка.
- Горожани (Горожина) — село при річці Інгул, 502 особи, 83 двори.
- Улянівка (Нерозлучне) — село при річці Інгул, 343 особи, 60 дворів, церква православна, 2 лавки, постоялий двір, базари по неділях.